# Sarah El Haïry
Pour les articles homonymes, voir Hairy.
Sarah El Haïry, née le 16 mars 1989 à Romorantin-Lanthenay (Loir-et-Cher), est une femme politique française.
Membre du Mouvement démocrate (MoDem), elle est députée de la 5e circonscription de la Loire-Atlantique de 2017 à 2024. Elle est également conseillère municipale de Nantes depuis 2020.
Entre 2020 et 2024, elle exerce plusieurs fonctions ministérielles : secrétaire d'État chargée de la Jeunesse et de l'Engagement, secrétaire d'État chargée de la Jeunesse et du Service national universel, secrétaire d’État chargée de la Biodiversité, et ministre déléguée chargée de l'Enfance, de la Jeunesse et des Familles. Elle perd son siège de députée lors des élections législatives de 2024.
Depuis le 5 mars 2025, elle est Haute-commissaire à l'Enfance.

## Biographie
Sarah El Haïry voit le jour le 16 mars 1989 à Romorantin-Lanthenay, dans le Loir-et-Cher, de parents marocains naturalisés français, un père médecin anesthésiste et une mère cheffe d'entreprise dans la restauration.
Après avoir suivi une classe préparatoire ENS Rennes D1 au lycée Carcouët à Nantes, elle obtient une licence de droit.
Elle travaille dans des cabinets pour lever des fonds et entre chez Chèque Déjeuner, qui deviendra le Groupe Up, pour lequel elle est commerciale en 2014.
Le 8 avril 2023, elle fait son coming out dans un entretien avec le magazine Forbes et devient alors la première femme ministre française à rendre publique son homosexualité, puis sa grossesse issue d'une procréation médicalement assistée (PMA) avec sa compagne.

## Parcours politique

### Débuts
Elle a milité à l'Union pour un mouvement populaire (UMP) jusqu'en 2010. Après avoir adhéré au Mouvement démocrate (MoDem), elle figure en deuxième position de la liste du parti aux élections municipales de 2014 à Nantes. Cette liste, conduite par Xavier Bruckert, finit à la huitième place (avec 2 % des suffrages) et n'obtient aucun élu.
Elle se présente sans succès en 29e position sur la liste menée par Bruno Retailleau aux élections régionales de 2015 dans les Pays de la Loire,.
À la suite de la démission de Xavier Bruckert en mai 2015, elle est nommée présidente par intérim de la fédération du MoDem en Loire-Atlantique le 1er février 2016,, puis est élue à la présidence de la fédération départementale du MoDem par les militants en novembre 2017, après son élection en tant que députée.

### Députée de laXVelégislature
Candidate pour la République en marche et le Mouvement démocrate, elle est élue députée de la 5e circonscription de la Loire-Atlantique en juin 2017 avec 61,02 % des suffrages,.
Elle est membre de la commission des Finances et siège au comité des finances locales.
En février 2018, elle intègre le bureau exécutif et devient porte-parole du MoDem, d'abord en tandem avec Jean-Noël Barrot, puis seule lorsqu'en décembre Jean-Noël Barrot quitte la fonction pour devenir secrétaire général du parti.
En novembre 2018, elle est rapporteure d'une proposition de loi visant à améliorer les trésoreries des associations,.
Le 9 juin 2020, elle remet au gouvernement un rapport, Pour une philanthropie à la française, commandé par le Premier ministre Édouard Philippe et co-écrit avec Naïma Moutchou.
Selon Mediacités, lors des élections législatives de 2017, plus de la moitié des dépenses de Sarah El Haïry ont bénéficié à une société détenue par deux proches, dont l'un devenu son chef de cabinet après son entrée au gouvernement. En outre, son frère a été remboursé de frais qu’il n’avait pas avancés.
Lors des élections municipales de 2020 à Nantes, Sarah El Haïry est en troisième position sur la liste conduite par Valérie Oppelt. Le 28 juin 2020, Sarah El Haïry est élue conseillère municipale de la ville de Nantes et conseillère métropolitaine de Nantes Métropole.

### Secrétaire d'État chargée de la Jeunesse et de l'Engagement
Le 26 juillet 2020, elle est nommée secrétaire d'État chargée de la Jeunesse et de l'Engagement auprès du ministre de l'Éducation nationale, de la Jeunesse et des Sports, au sein du gouvernement Jean Castex.
Le 22 octobre 2020, elle participe à une rencontre nationale organisée chaque année par la Fédération des centres sociaux et socioculturels de France (FCSF). Les échanges entre les jeunes et la secrétaire d'État sont difficiles, sur les expériences personnelles de jeunes victimes de discriminations et sur certaines demandes des élèves, notamment sur le droit au blasphème ou la loi sur les signes religieux dans les écoles publiques. Sarah El Haïry propose alors une Marseillaise, qui n'est pas reprise par la plupart des jeunes présents. Elle diligente par la suite une enquête, présentée comme une sanction par Le Canard enchaîné et Mediapart,,. Le cabinet de la secrétaire d'État conteste ensuite l'article de l'hebdomadaire catholique La Vie faisant état de cette rencontre.
Deux lois promulguées le 1er juillet 2021 visent à faciliter la vie des associations, sur le terrain de la responsabilité juridique des dirigeants bénévoles et en matière de trésorerie. Le projet de l'une d'elles est déposé au Parlement en octobre 2018 par Sarah El Haïry, alors députée MoDem ; ce texte prévoit de nouvelles facilités de trésorerie et de financement pour les associations.

### Députée de laXVIelégislature
Redevenue députée le 21 juin 2022, un mois après la fin de ses fonctions gouvernementales, pour le dernier jour de la XVe législature, Sarah El Haïry se présente à nouveau dans la 5e circonscription de la Loire-Atlantique, investie par la majorité présidentielle. En ballotage favorable au premier tour avec 37,45 % des suffrages, elle est réélue au second tour avec 54,41 % des suffrages face à son opposante de la NUPES, Sabine Lalande. Elle devient membre de la commission des Finances de l'Assemblée nationale.

### Secrétaire d'État chargée de la Jeunesse et du Service national universel
Le 4 juillet 2022, elle est nommée secrétaire d'État chargée de la Jeunesse et du Service national universel dans le gouvernement Élisabeth Borne.
Elle occupe ce poste jusqu'au remaniement du 20 juillet 2023, quand elle est remplacée par Prisca Thevenot.

### Secrétaire d'État chargée de la Biodiversité
Elle est à cette occasion nommée secrétaire d’État chargée de la Biodiversité à la suite de Bérangère Couillard.

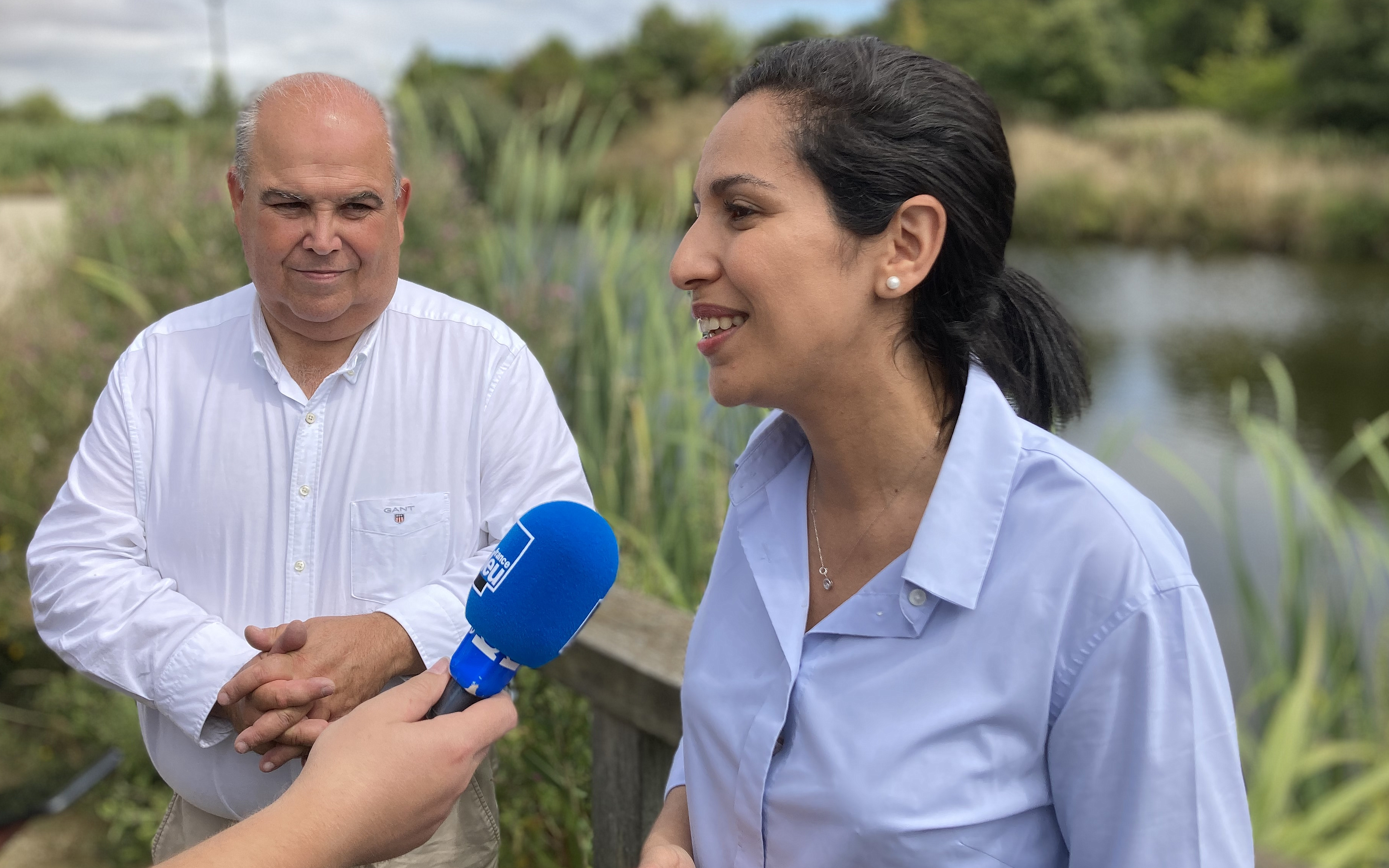
Jean-Michel Brard, maire de Pornic, et Sarah El-Haïry en 2023.

### Ministre délégué chargée de l'Enfance, de la Jeunesse et des Familles
Le 9 février 2024, elle est nommée ministre déléguée chargée de l'Enfance, de la Jeunesse et des Familles.

### Défaite lors des élections législatives de 2024
À la suite de la dissolution de l'Assemblée nationale, en 2024, elle se représente à la législature de sa circonscription aux élections anticipées. Son rival du NFP, Fabrice Roussel, la devance de peu, et les trois candidats qualifiés pour le second tour, dont elle-même et le candidat du RN, Bruno Comby, arrivé troisième, se maintiennent. Elle recueille 37,38 % des suffrages et est battue au second tour par Fabrice Roussel.

### Haute-commissaire à l'Enfance
Le 5 mars 2025, elle est nommée en conseil des ministres au poste de Haute-commissaire à l'Enfance. Elle retrouve ainsi le dossier de l'enfance dont elle avait déjà eu la charge en tant que membre du gouvernement,.

## Prises de position
En janvier 2018, dans le cadre des entretiens sur le projet d'aéroport de Notre-Dame-des-Landes, elle rappelle son opposition au projet, tout en demandant l'évacuation de la ZAD.
En septembre 2021, elle prend position contre le communautarisme et la « cancel culture » en déclarant : « Moi ce qui m’effraie encore plus que Zemmour, ce sont les discours intersectionnels du moment ».
En novembre 2021, une campagne du Conseil de l'Europe pour promouvoir la laïcité suscite une polémique à la suite de son slogan « La beauté est dans la diversité comme la liberté est dans le hijab ». La campagne est retirée des réseaux. Quelques jours plus tard, Sarah El Haïry déclare avoir été « extrêmement choquée par cette campagne », et souligne que « la loi de la République est au-dessus de tout », allant dans le sens des dénonciations de son ministre, Jean-Michel Blanquer.

## Décoration
- Chevalier de l'ordre national du Mérite (nommée le 15 mai 2025)[41].

## Publication
- Envie de France, Éditions de l'Observatoire, 2021[42].